# Hypsometer
Een hypsometer is een meetinstrument om hoogte te meten. De werking berust op het feit dat het kookpunt van een vloeistof verandert naarmate de luchtdruk varieert. Op basis van deze luchtdruk kan dan een hoogte gegeven worden.
Het instrument bestaat uit een cilindrisch vat waarin een vloeistof - meestal water - wordt verwarmd. In de buitenkant van de buis kan de waterdamp circuleren, terwijl in het midden een nauwkeurige thermometer staat. Om tot de juiste hoogte te komen zijn tabellen nodig van kookpunt tegen luchtdruk, en dan van luchtdruk tegen de hoogte. "Hypsos" komt uit het Grieks en betekent stijging, hoogte.